# Ficobilina
La ficobilina (del grec: phycos (alga), i del llatí: bilis (bilis)), juntament amb la clorofil·la i els carotenoides, formen els tres grans grups de pigments fotosintètics més importants. Aquest tipus de pigments es troben als organismes autòtrofs fotosintètics la funció dels quals és sintetitzar matèria orgànica a partir de l'absorció de llum i de compostos inorgànics. En aquest cas, les ficobilines, s'encarreguen d'augmentar el rendiment de la fotosíntesi, ja que tenen la capacitat d'absorbir energia lluminosa amb una longitud d'ona que la clorofil·la no és capaç d'absorbir de forma suficient.
Les ficobilines són compostos orgànics tetrapirròlics linears cromòfors que es troben com grups prostètics a les ficobiliproteïnes; proteïnes hidrosolubles captadores d'energia lumínica en cianobacteris i en els cloroplasts de certes algues (rhodophyta, cryptomonada, Glaucocystophyta).
Són els únic pigments fotosintètics que s'enllacen a certes proteïnes solubles en aigua conegudes com a ficobiliproteïnes.
Les ficobiliproteïnes passen l'energia de la llum a la clorofil·la per a la fotosíntesi
Les ficobilines són especialment eficients per absorbir les longitud d'ones vermella, taronja, groga i verda que no són ben absorbides per la clorofil·la a
La ficobilina presenta fluorescència a una longitud d'ona particular i, per tant, sovint es fan servir en la recerca científica en la tècnica coneguda com a immunofluorescència.

## Classificació
Hi ha 4 classes de ficobilines:
1. ficoeritrobilina.
2. ficocianobilina.
3. ficourobilina.
4. ficoviolovilina.